# Fredsdommer
En fredsdommer (Justice of the Peace eller JP) er en dommer, som håndterer summarisk ret. Fredsdommere udnævnes eller vælges blandt jurisdiktionens indbyggere. Juridisk uddannelse er ikke påkrævet.

## Historie
Fredsdommere findes i en række lande og er i almindelighed tjenestemænd uden juridisk uddannelse og med begrænset magt indenfor et lokalt område. Begrebet kommer oprindeligt fra England, hvor loven Justice of the Peace Act blev vedtaget i 1361. I kolonitidens Amerika havde fredsdommere lokalsamfundets vigtigste embede. Embedet var den vigtigste politiske position for kolonistene.

## England og Wales
I 1195 udnævnte kong Richard Løvehjerte bestemte riddere for at oprette fred i områder som var uregerlige. De var ansvarlig overfor kongen for at sikre, at loven blev opretholdt og således sikre «kongens fred», og de var kendte som «keepers of the peace», opretholdere af freden. 
Fredsdommere (Justice of the Peace) i nutidens England og Wales behøver ikke at have en formel juridisk uddannelse, men de bør have intelligens, sund fornuft, integritet og evne til at handle retfærdigt (fairly). Tre fredsdommere kan tilsammen danne en egen lokal domstol, der kaldes for «magistrates' court», og som kan give bøder til op til 15.000 pund.

## Udbredelse
I nutiden er der også fredsdommere (Justice of the Piece eller JP) i Australien, Canada, Hongkong, Indien, Irland, Jamaica, Malaysia, Singapore, Sri Lanka og i enkelte delstater i USA.
På det europæiske fastland er der fredsdommere i Spanien (Juzgado de Paz) og i Belgien (Vrederechter eller justice de Paix).